# Palacio de Leuchtenberg
El Palacio de Leuchtenberg, conocido entre 1853 y 1933 como Luitpold Palais o Prinz Luitpold Palais), fue construido a principios del siglo xix para Eugène de Beauharnais, primer duque de Leuchtenberg, y es el palacio más grande de Múnich, Alemania. Situado en el lado occidental de la Odeonsplatz, junto al Odeón, es la sede actual del Ministerio de Finanzas del Estado de Baviera. Antiguamente, su primera planta albergó la Galería Leuchtenberg.

## Historia

### Palacio de Leo von Klenze

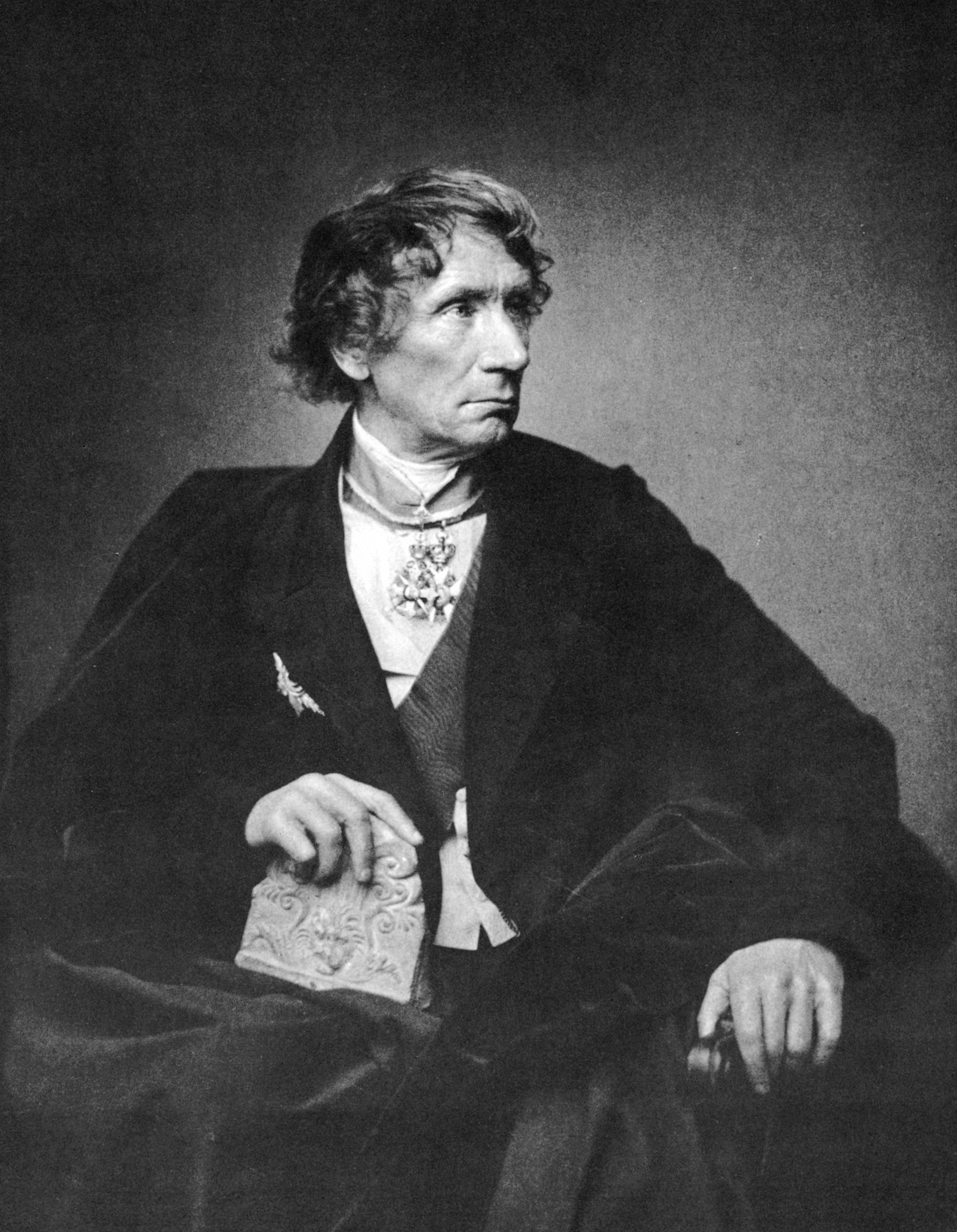
Leo von Klenze, arquitecto del palacio original.

Eugène de Beauharnais, cuñado del posterior rey Luis I de Baviera e hijastro de Napoleón Bonaparte, encargó a Leo von Klenze que diseñara un «palacio suburbano en la ciudad». Construido entre 1817 y 1821 con un coste de 770 000 florines, era el palacio más grande de la época, con más de doscientas cincuenta habitaciones, incluidas una sala de baile, un teatro, una sala de billar, una galería de arte y una capilla, además de varios edificios anexos que se extendían por más de cien metros a lo largo de la actual Kardinal-Döpfner-Straße. Fue el primer edificio construido en la Ludwigstraße, y Klenze pretendió que sirviera como punto de referencia para el nuevo bulevar.
Para su diseño escogió el estilo neorrenacentista italiano, basándose en el Palacio Farnesio de Roma, y colocó águilas sobre las ventanas de la primera planta como en uno de los palacios de Napoleón. Otorgó al edificio fachadas casi igual de prominentes hacia tres de sus lados y un diseño interior lo suficientemente adaptable para que pudiera ser reutilizado en caso de que Beauharnais fuera expulsado de Múnich por Luis. Tenía dos plantas por encima de la planta baja y cada planta contaba con once ventanas. También era destacable un pequeño porche de entrada o pórtico de orden dórico con cuatro columnas. La sala de conciertos o salón de baile era muy grande y tenía 38 m de longitud y 22 m de anchura, con una altura de 15 m.

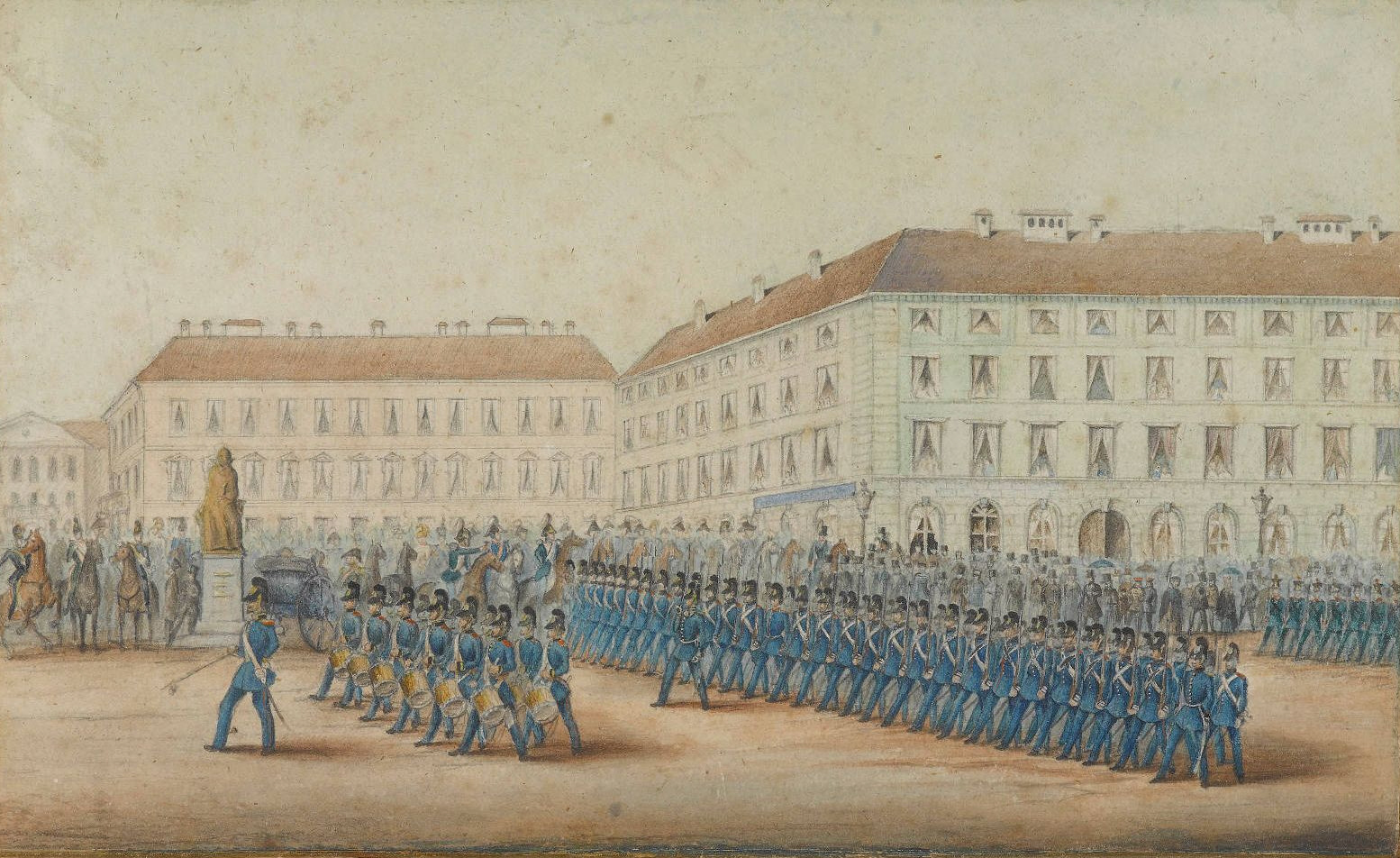
Representación del palacio en 1852.

Klenze también visitó París durante las obras para estudiar las recientemente desarrolladas fosses inodores et mobiles, un precursor del inodoro, que instaló en el palacio y que pronto se convirtieron en el estándar en casi todos los nuevos edificios de Múnich.
Beauharnais vivió en el palacio con su esposa Augusta, la hermana de Luis, y sus hijos. El 2 de agosto de 1829, se celebró en la capilla el matrimonio por poderes del emperador Pedro I de Brasil y la princesa Amelia de Beauharnais. Las festividades de la corte eran habituales en el palacio en vista de su salón de baile, galería de arte y teatro privado. En 1852, tras la muerte de Augusta, la viuda de Eugène de Beauharnais, el palacio fue vendido a Leopoldo de Baviera, el posterior príncipe regente de Baviera, y hasta la llegada al poder de los nazis a principios de 1933, fue usado por la familia real bávara, la Casa de Wittelsbach.
El príncipe Luis, posterior rey Luis III, se casó con María Teresa de Austria-Este en 1868 y este palacio fue su primera casa. Su hijo, el príncipe Ruperto, nació aquí en 1869 y fue bautizado en la capilla del palacio el 20 de mayo de 1869. Tras el final de la monarquía en Baviera en 1918, los anexos del palacio fueron transformados en tiendas y un garaje. En 1923, el Parlamento Regional Bávaro aprobó que el palacio fuera de propiedad privada. Ruperto, que se había trasladado aquí desde el Palacio Leutstetten con su hijo, Alberto de Baviera, cuando fueron desafiados por Adolf Hitler, vivió allí hasta 1939 en un pequeño apartamento, usando a veces las salas de recepción para eventos.
Durante la Segunda Guerra Mundial, el palacio resultó gravemente dañado en ataques aéreos en 1943 y 1945. El Estado Libre de Baviera adquirió el edificio en ruinas en 1957 y lo demolió.

### Edificio de Heid y Simm

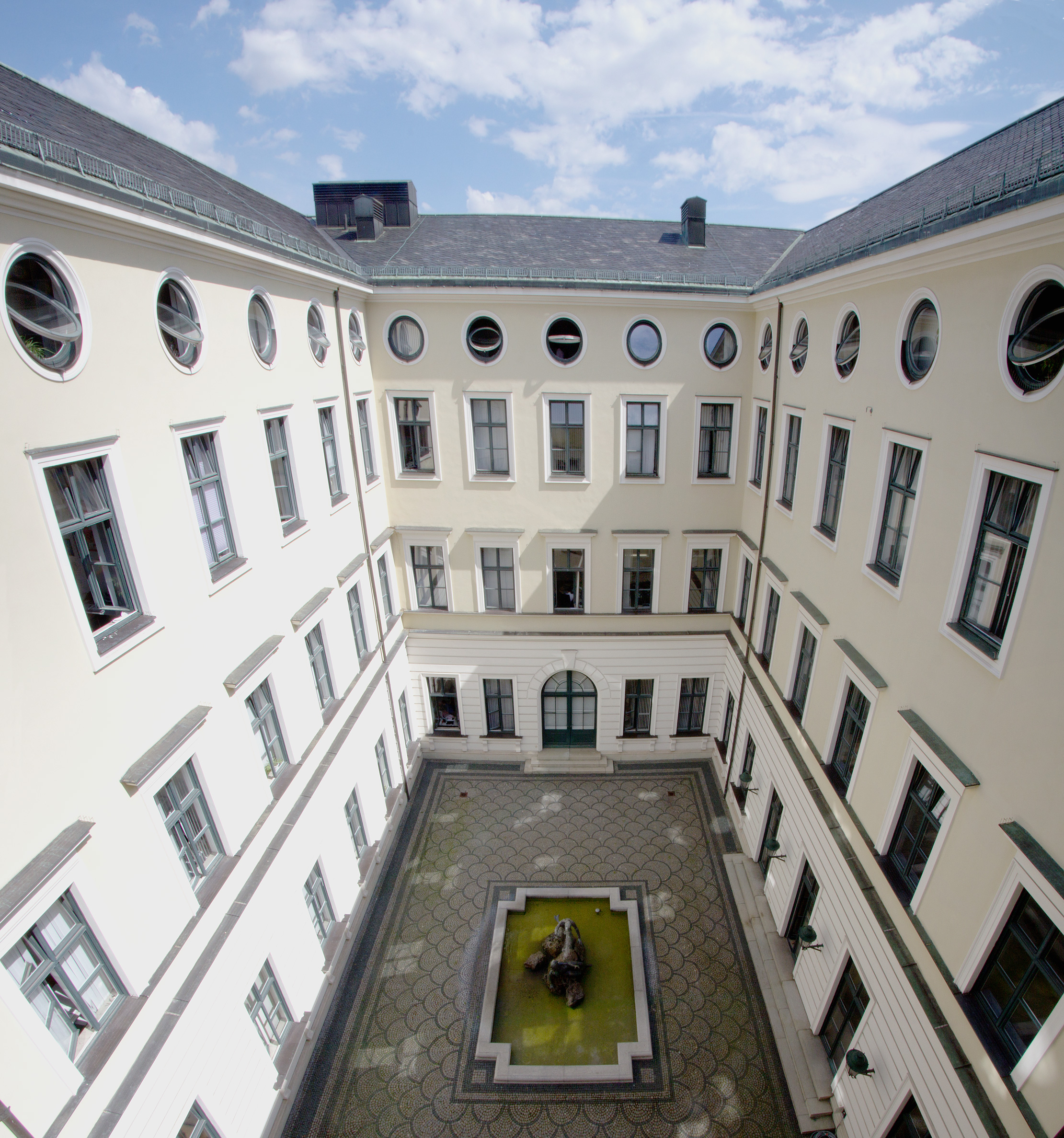
El patio del palacio.

Entre 1963 y 1967 se construyó en la parcela un nuevo edificio diseñado por Hans Heid y Franz Simm para el Ministerio de Finanzas del Estado de Baviera. Este edificio tiene una estructura de hormigón armado con revestimiento de ladrillos. La fachada es una precisa reconstrucción del palacio de von Klenze excepto por una nueva entrada en el lado oriental; la entrada principal estaba antiguamente en el lado meridional. El único elemento antiguo real conservado es la entrada oeste. Sin embargo, el diseño original del interior no se ha reproducido, aunque las salas de recepción del ministerio y la oficina del ministro se encuentran en la primera planta, el piano nobile. Lo poco que se conservó del adornado interior del antiguo edificio está actualmente en el Palacio de Nymphenburg. El friso de Alejandro de Bertel Thorvaldsen se conserva gracias a una copia que está ahora en el vestíbulo del Herkulessaal (Salón de Hércules), una sala de conciertos construida en la posguerra en la Residencia de Múnich.
En 1958 el arquitecto y conservacionista Erwin Schleich propuso reconstruir el destruido Odeón en la parcela del Palacio de Leuchtenberg, dado que esta sala de conciertos no se podía reconstruir en su ubicación original. Si bien el proyecto recibió algunos apoyos, finalmente no fue llevado a cabo.